# Kelumu
Kelumu is een bestuurslaag in het regentschap Lingga van de provincie Riau-archipel, Indonesië. Kelumu telt 736 inwoners (volkstelling 2010).